# 非接触温度計測
非接触温度計測（ひせっしょくおんどけいそく）は、物体表面から放射される赤外線のエネルギー量を測定し、対象物に触らずに非接触で行う温度計測法である。サーモグラフィや放射温度計で測定できる。
また、熱自身が発生する輝きの色（色温度）をオングストローム単位で計測する光温度計もあり、窯や炉内など高熱源体の温度測定に使われ、理論上は何でも温度が測れる。